# Justus Annunen
Justus Hermanni Annunen, född 11 mars 2000, är en finländsk professionell ishockeymålvakt som spelar för Nashville Predators i National Hockey League (NHL).  Annunen draftades av Colorado Avalanche i tredje rundan som 64:e totalt vid NHL Entry Draft 2018.

## Statistik

### Klubbkarriär
| 2017–18      | Oulun Kärpät        | Jr. A        | 26 | 19 | 5  | 0  | 1516 | 52  | 4 | 2.31 | .907 | 12 | 8 | 4 | 728 | 22 | 2 | 1.83 | .935 |
| 2017–18      | Oulun Kärpät        | Liiga        | 1  | 0  | 1  | 0  | 60   | 4   | 0 | 4.00 | .892 | —  | — | — | —   | —  | — | —    | —    |
| 2018–19      | Hermes              | Mestis       | 22 | 12 | 7  | 2  | 1149 | 61  | 1 | 2.77 | .891 | —  | — | — | —   | —  | — | —    | —    |
| 2018–19      | Oulun Kärpät        | Liiga        | 1  | 0  | 0  | 1  | 61   | 4   | 0 | 4.00 | .818 | —  | — | — | —   | —  | — | —    | —    |
| 2018–19      | Oulun Kärpät        | Jr. A        | —  | —  | —  | —  | —    | —   | — | —    | —    | 6  | 5 | 1 | 359 | 9  | 1 | 1.50 | .930 |
| 2019–20      | Oulun Kärpät        | Liiga        | 23 | 15 | 5  | 3  | 1358 | 40  | 6 | 1.77 | .929 | —  | — | — | —   | —  | — | —    | —    |
| 2020–21      | Oulun Kärpät        | Liiga        | 24 | 7  | 9  | 7  | 1384 | 56  | 1 | 2.43 | .880 | 2  | 0 | 2 | 129 | 6  | 0 | 2.80 | .861 |
| 2020–21      | Colorado Eagles     | AHL          | 2  | 0  | 1  | 1  | 123  | 6   | 0 | 2.93 | .900 | 1  | 0 | 1 | 58  | 3  | 0 | 3.08 | .909 |
| 2021–22      | Colorado Eagles     | AHL          | 48 | 24 | 13 | 6  | 2693 | 135 | 2 | 3.01 | .893 | 9  | 6 | 3 | 561 | 23 | 0 | 2.46 | .923 |
| 2021–22      | Colorado Avalanche  | NHL          | 2  | 1  | 0  | 1  | 97   | 7   | 0 | 4.34 | .863 | —  | — | — | —   | —  | — | —    | —    |
| 2022–23      | Colorado Eagles     | AHL          | 41 | 22 | 10 | 8  | 2379 | 101 | 1 | 2.55 | .916 | 3  | 2 | 1 | 186 | 12 | 0 | 3.87 | .886 |
| 2022–23      | Colorado Avalanche  | NHL          | 2  | 1  | 1  | 0  | 118  | 7   | 0 | 3.58 | .854 | —  | — | — | —   | —  | — | —    | —    |
| 2023–24      | Colorado Eagles     | AHL          | 23 | 14 | 5  | 4  | 1360 | 60  | 0 | 2.65 | .908 | —  | — | — | —   | —  | — | —    | —    |
| 2023–24      | Colorado Avalanche  | NHL          | 14 | 8  | 4  | 1  | 801  | 30  | 2 | 2.25 | .928 | —  | — | — | —   | —  | — | —    | —    |
| 2024–25      | Colorado Avalanche  | NHL          | 11 | 6  | 4  | 0  | 521  | 28  | 0 | 3.23 | .872 | —  | — | — | —   | —  | — | —    | —    |
| 2024–25      | Nashville Predators | NHL          | 23 | 9  | 11 | 1  | 1269 | 67  | 0 | 3.17 | .888 | —  | — | — | —   | —  | — | —    | —    |
| Liiga totalt | Liiga totalt        | Liiga totalt | 49 | 22 | 15 | 11 | 2863 | 104 | 7 | 2.18 | .906 | 2  | 0 | 2 | 129 | 6  | 0 | 2.80 | .861 |
| NHL totalt   | NHL totalt          | NHL totalt   | 52 | 25 | 20 | 3  | 2805 | 139 | 2 | 2.97 | .895 | —  | — | — | —   | —  | — | —    | —    |

### Internationellt
| År            | Lag           | Turnering     | Resultat      |    | M  | V | F | OT    | MIN | GA | SO   | GAA  | SV% |
| ------------- | ------------- | ------------- | ------------- | -- | -- | - | - | ----- | --- | -- | ---- | ---- | --- |
| 2016          | Finland       | U17           | 7:a           | 3  | 1  | 2 | 0 | 176   | 9   | 0  | 3.05 | .904 |     |
| 2017          | Finland       | IH18          | 6:a           | 3  | 1  | 2 | 0 | 174   | 9   | 0  | 3.10 | .871 |     |
| 2018          | Finland       | U18           | 1             | 6  | 6  | 0 | 0 | 360   | 12  | 1  | 2.00 | .914 |     |
| 2020          | Finland       | JVM           | 4:a           | 6  | 2  | 3 | 1 | 362   | 16  | 1  | 2.65 | .916 |     |
| Junior totalt | Junior totalt | Junior totalt | Junior totalt | 18 | 10 | 7 | 1 | 1,072 | 46  | 2  | 2.57 | .911 |     |

## Meriter och utmärkelser
| Merit                | År    |       |
| Jr. A                | Jr. A | Jr. A |
| -------------------- | ----- | ----- |
| Jorma Valtonen Award | 2018  |       |
| First All-Star Team  | 2018  |       |
| Champion             | 2019  |       |